# Wydawnictwo Uniwersytetu w Białymstoku
Wydawnictwo Uniwersytetu w Białymstoku – polskie wydawnictwo rozpoczęło swoją działalność w 1972 roku jako Sekcja Wydawnicza Filii Uniwersytetu Warszawskiego. W roku 1997 Filia Uniwersytetu Warszawskiego uzyskała samodzielność i powstał Uniwersytet w Białymstoku. 

## O wydawnictwie
Oferta wydawnicza została wówczas rozszerzona o podręczniki akademickie, czasopisma naukowe oraz prace zbiorowe i materiały z konferencji odbywających się w nowo powstałych wydziałach, katedrach i instytutach.
Obecnie oficyna publikuje książki, czasopisma, rozprawy z różnych dziedzin nauki w szczególności materiały dydaktyczne o tematyce humanistycznej, społecznej, matematycznej i ekonomicznej. Oprócz podręczników, monografii, dzieł zbiorowych i informatorów ukazują się wydawnictwa ciągłe – periodyczne. Rocznie wydawanych jest około 60 tytułów o łącznym nakładzie 15 000 egzemplarzy.